# Bethnal Green

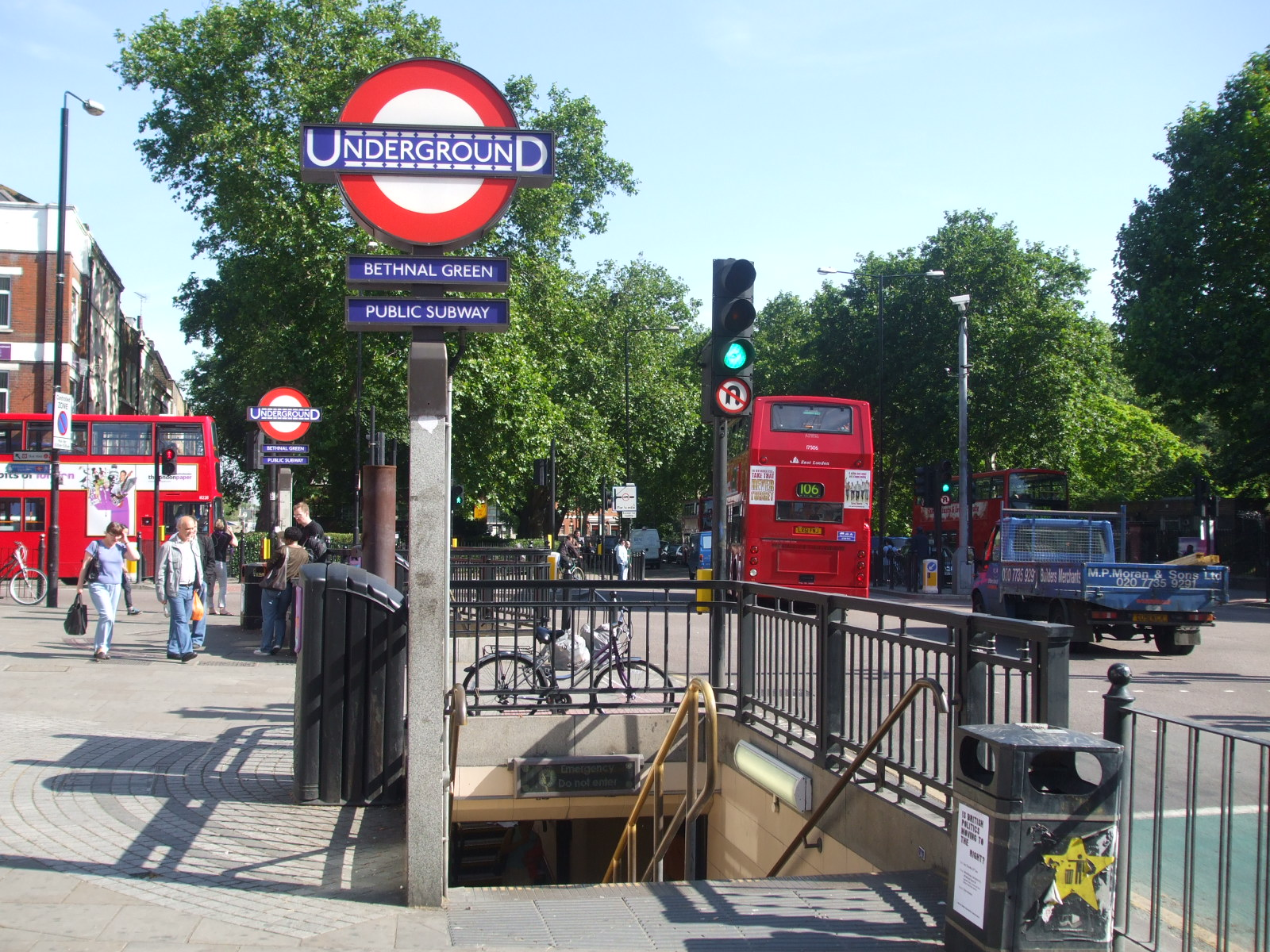
Nedgång till tunnelbanan på Bethnal Green.

Bethnal Green är en stadsdel i East End, London.
Den var tidigare känd för sin läderindustri.